# Broken Arrows
Broken Arrows — четвёртый сингл шведского диджея Авичи из второго студийного альбома «Stories». Релиз сингла состоялся 29 сентября 2015 года на лейблах PRMD Music и Universal. В записи «Broken Arrows» принял участие Зак Браун из американской кантри-группы Zac Brown Band, исполнивий вокальную партию в песне, но в титрах он не указан.

## Композиция
В «Broken Arrows» сочетается вокал Брауна с «громким басом и мерцающими синтезаторными партиями». Как и один из предыдущих синглов Авичи, «Hey Brother», «Broken Arrows» — танцевальная песня с элементами кантри. Она написана в тональности соль мажор.

## Мнение критиков
«Broken Arrows» получила положительные отзывы критиков. Крис Партон из Rolling Stone описал вокал Брауна как «кристально чистый», а припев песни — как «что-то среднее между заставкой из игрового шоу и чем-то из Super Mario Bros. от Nintendo», а Маркус К. Доулинг в рецензии для Insomniac отметил сходство между этой песней и песней Кенни Роджерса «The Gambler».

## Музыкальное видео
Режиссёром музыкального видео к песне выступил Джулиус Она. Видеоклип был выпущен 23 ноября 2015 года. Он вдохновлён жизнью Дика Фосбери, который произвёл революцию в прыжках в высоту, внедрив новую технику, известную как Фосбери-флоп.
Видеоклип начинается с подписи «Вдохновлено реальной историей» и разворачивается в Фэрмонте, вымышленном месте в Калифорнии в 1967 году, где борющийся спортсмен живёт один со своей дочерью в трейлере. Тренер ругает спортсмена за недостаточные достижения на тренировках. Спортсмен показан как человек, который медленно погружается в алкоголизм и отчаяние. Но рвение и акробатические способности дочери вдохновляют спортсмена на изобретение новой техники прыжков, что привело к золотой медали на летних Олимпийских играх 1968 года. Хотя речь идёт о Фосбери, в видео присутствует газетная вырезка, приписывающая её вымышленному американскому прыгуну в высоту по имени Ричард Радомски. У спортсмена также есть татуировка на спине с фирменным знаком Авичи «AV».
Роль Ричарда Радомски исполняет Джошуа Фредрик Смит, а его дочь — Эмили Скиннер. Ричард Нил играет тренера в видео.

## Чарты

### Еженедельные чарты
| Чарт (2015-16)                                             | Высшая позиция |
| ---------------------------------------------------------- | -------------- |
| Австралия (ARIA)                                           | 30             |
| Австрия (Ö3 Austria Top 40)                                | 70             |
| Бельгия/Фландрия (Ultratip Bubbling Under)                 | 12             |
| Бельгия/Фландрия (Ultratop Dance)                          | 16             |
| Бельгия/Валлония (Ultratip Bubbling Under)                 | 48             |
| Бельгия Belgium Dance (Ultratip Wallonia)                  | 1              |
| Германия (GfK)                                             | 82             |
| Венгрия (Dance Top 40)                                     | 25             |
| Венгрия (Rádiós Top 40)                                    | 1              |
| Венгрия (Single Top 40)                                    | 21             |
| Ирландия (IRMA)                                            | 74             |
| Нидерланды (Single Top 100)                                | 86             |
| Новая Зеландия New Zealand Heatseekers (Recorded Music NZ) | 7              |
| Норвегия (VG-lista)                                        | 38             |
| Словакия (Rádio — Top 100)                                 | 95             |
| Швеция (Sverigetopplistan)                                 | 4              |
| Швейцария (Schweizer Hitparade)                            | 57             |
| США (Billboard Hot Dance/Electronic Songs)                 | 10             |

| Чарт (2018)             | Высшая позиция |
| ----------------------- | -------------- |
| Венгрия (Stream Top 40) | 39             |

### Годовые чарты
| Чарт (2015)                                   | Позиция |
| --------------------------------------------- | ------- |
| Швеция Sweden (Sverigetopplistan)             | 88      |
| США US Hot Dance/Electronic Songs (Billboard) | 82      |
| Чарт (2016)                                   | Позиция |
| Венгрия Hungary (Dance Top 40)                | 86      |
| Венгрия Hungary (Rádiós Top 40)               | 14      |
| США US Hot Dance/Electronic Songs (Billboard) | 79      |

## Сертификация
| Регион                                                                      | Сертификация  | Продажи |
| --------------------------------------------------------------------------- | ------------- | ------- |
| Бразилия (ABPD)                                                             | Золотой       | 30 000  |
| Канада (Music Canada)                                                       | Золотой       | 40 000  |
| Швеция (GLF)                                                                | 3× Платиновый | 120 000 |
| Данные о продажах + прослушиваниях приведены только на основе сертификации. |               |         |